# Ядерна бомба Mark 8
Ядерна бомба Mark 8 — американська ядерна бомба, розроблена наприкінці 1940-х — на початку 1950-х років, яка перебувала на озброєнні з 1952 по 1957 рік.

## Опис
Mark 8 була ядерною бомбою гарматного типу, яка швидко збирає кілька критичних мас ядерного матеріалу, що розщеплюється, вистрілюючи розщеплюваним снарядом або «кулею» над і навколо розщеплюваної «мішені», використовуючи систему, яка дуже нагадує гармату середнього розміру ствол і порох.

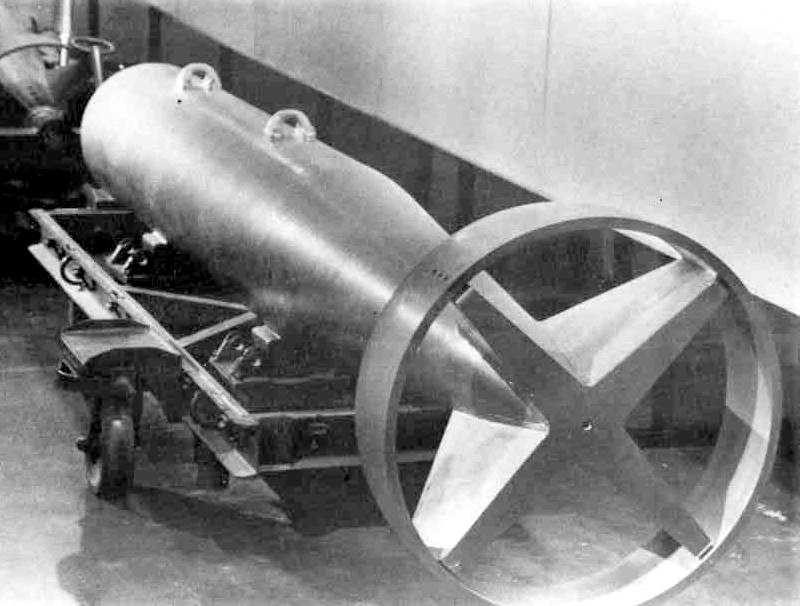
Хвостова частина Mark 8 зблизька

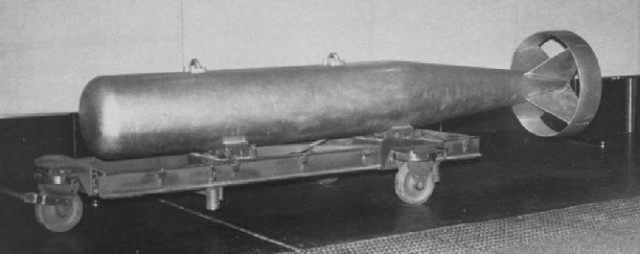
Ядерна бомба Mark 8

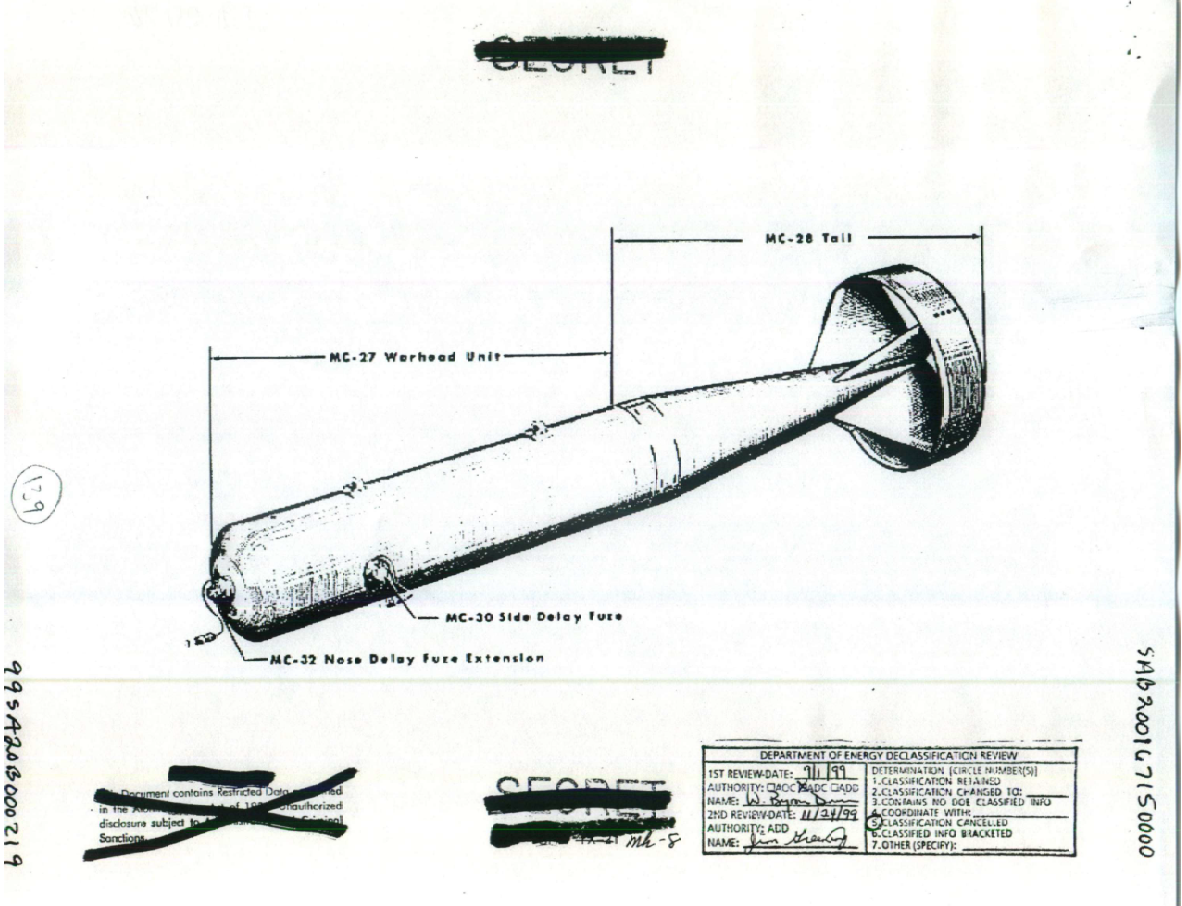
Схема Mk8

Mark 8 була ранньою землепроникаючою бомбою (див. Ядерний бункерний руйнівник), призначеною для заглиблення в землю на деяку відстань перед детонацією. За даними одного урядового джерела, Mark 8 міг пробивати 6,7 метрів із залізобетону, 27 метрів твердого піску, 37 метрів глини, або 13 см загартованої броньової сталі.
Mark 8 був 37 см в діаметрі по всьому тілу і 290-340 см довжиною залежно від підмоделі. Важив 1,479-1,490 кг і мав потужність вибуху 25-30 кілотонн.
Всього було виготовлено 40 бомб Mark 8.
На зміну Mark 8 прийшов вдосконалений варіант, ядерна бомба Mark 11.

## Варіанти
Mark 8 розглядався як кратерна боєголовка для крилатої ракети SSM-N-8 Regulus. Цей варіант W8 було скасовано в 1955 році.
Легший варіант Mark 8, ядерна бомба Mark 10, була розроблена як легка авіабомба (поверхнева ціль). Проект Mark 10 був скасований перед введенням в озброєння, замінений набагато більш ефективним щодо розщеплюваних матеріалів дизайном імплозії ядерної бомби Mark 12.

## Дивись також
- Ядерна бомба Mark 1 Малюк